# San Chirico Raparo
San Chirico Raparo es un pueblo de la provincia de Potenza, en la región de Basilicata al sur de Italia. Tiene una población de 1179 habitantes.

## Evolución demográfica
| Gráfica de evolución demográfica de San Chirico Raparo entre 1861 y 2001 |
|                                                                          |
| Fuente ISTAT - elaboración gráfica de Wikipedia                          |